# Добржинский, Гавриил Валерианович
Гавриил Валерианович Добржинский (25 марта (6 апреля) 1883, Вольский уезд Саратовской губернии — 8 марта 1946, Москва) — русский советский поэт, писатель

 и драматург.

## Биография
Сын польского помещика, высланного в Саратовскую губернию за участие в Польском восстании 1863 года. Ещё подростком начал учительствовать в русских и чувашских сёлах, но в 1899 году был арестован за чтение крестьянам запрещённой литературы, после чего работа в школе была ему запрещена. В 1901 году дебютировал в периодической печати как поэт и публицист. Некоторое время учился на медицинском факультете Московского университета. В ходе Революции 1905 года участвовал в уличных боях на Пресне, был ранен в голову и в результате неправильного и несвоевременного оказания медицинской помощи в скором времени полностью ослеп. Был выслан в Пинежский уезд Архангельской губернии, по окончании срока высылки, получив запрет на проживание в столичных городах, перебрался в Астрахань, с 1911 года жил в Саратове. Интенсивно публиковался в газетах «Астраханский листок», «Прикаспийский край», «Саратовский вестник», «Киевская мысль», «День», «Волго-Донской край» и т. д., главным образом с сатирическими стихами на злобу дня, используя многочисленные псевдонимы, особенно часто — псевдоним Диэз.
После Октябрьской революции 1917 года активно участвовал в гражданской войне на стороне большевиков, служил в армейских политотделах. С 1920 года работал в отделе санитарного просвещения Наркомата здравоохранения РСФСР, в 1922—1925 годах принимал участие в подготовительной работе по созданию Всесоюзного общества слепых. В 1920-е годы написал и опубликовал множество стихотворных сказок и фельетонов прикладного назначения, пропагандировавших своевременное лечение и профилактику широко распространённых заболеваний: «Сказка о годе заразном, Тите грязном и семействе его несуразном» (1920), «Как Арина чуть не погубила дочь и сына: Народная побаска в стихах о том, как предупредить слепоту от трахомы» (1925), «Лихая беда: Про семью бедную и чахотку, болезнь зловредную» (1926) и т. д.
С 1930 года полностью перешёл на литературную работу. Опубликовал исторические романы «Божьи когти» (1930) и «Владимир Равноапостольский» (1931), роман о революции 1905 года «Трёхгорцы» (1935), пьесы «Великий еретик» (1936) и «Иван Болотников» (1938). Последним произведением Добржинского стала одноактная пьеса «Русская девушка» (1943) о судьбе советской девушки, угнанной немцами на принудительные работы в Германию.
Урна с прахом захоронена в колумбарии Новодевичьего кладбища.